# نوريا فرنانديث
نوريا فرنانديث دومينغيث (بالإسبانية: Nuria Fernández Domínguez، ولدت في 16 أغسطس 1976، لوسرن، سويسرا) رياضية ألعاب قوى إسبانية.
حصلت على الميدالية الذهبية في بطولة أوروبا لألعاب القوى داخل الصالات.

## إنجازاتها

### بطولة أوروبا لألعاب القوى
- 2010 برشلونة  إسبانيا:  ميدالية ذهبية في سباق 1.500 متر.

### بطولة أوروبا لألعاب القوى داخل الصالات
- 2011 باريس  المملكة المتحدة:  ميدالية فضية في سباق 1.500 متر.

### بطولة أوروبا للعدو الريفي
- 2009 دبلن  جمهورية أيرلندا:  ميدالية برونزية في سباق الفرق.
- 2010 ألبوفيرا  البرتغال:  ميدالية برونزية في سباق الفرق.

## وصلات خارجية
- نوريا فرنانديث على موقع الاتحاد الدولي لألعاب القوى (الإنجليزية)
- نوريا فرنانديث على موقع الدوري الماسي (الإنجليزية)
- نوريا فرنانديث على موقع اللجنة الأولمبية الدولية (الإنجليزية)
- نوريا فرنانديث على موقع أوليمبيديا (الإنجليزية)
- نوريا فرنانديث على موقع اللجنة الأولمبية الإسبانية (الإسبانية)